# Tour de Catalogne 1948
Le Tour de Catalogne 1948 est la 28e édition du Tour de Catalogne, une course cycliste par étapes en Espagne. L’épreuve se déroule sur 9 étapes entre le 29 août et le 5 septembre 1948, sur un total de 1 431,5 km sous la dictature franquiste. Le vainqueur final est l'Espagnol Emilio Rodríguez, devant les Italiens Giulio Bresci et Ezio Cecchi.
Lors de cette édition, 20 secondes de bonifications sont accordées au premier cycliste qui franchit chaque col de montagne répertorié. Ainsi, lors de la première étape remportée par Paul Neri, c'est Joaquim Filber qui est en tête de la course grâce aux points récupérés à Montjuïc.
Finalement Emilio Rodríguez conserve son titre, une première depuis le recordman de victoires Mariano Canardo.

## Étapes
| Étape | Date        | Parcours                        | km    | Vainqueur d’étape        | Leader du classement général |
| ----- | ----------- | ------------------------------- | ----- | ------------------------ | ---------------------------- |
| 1er   | 29 août     | Montjuïc - Montjuïc             | 46,0  | Paul Neri (ITA)          | Joaquim Filba (ESP)          |
| 2e    | 29 août     | Badalone - Figueres             | 131,5 | Miguel Gual (ESP)        | Miguel Gual (ESP)            |
| 3e    | 30 août     | Figueres - Vic                  | 160,0 | Gabriel Saura (ESP)      | Ignacio Orbaiceta (ESP)      |
| 4e    | 31 août     | Vic - Andorra la Vella (AND)    | 168,0 | Emilio Rodríguez (ESP)   | Emilio Rodríguez (ESP)       |
| 5e    | 1 septembre | Andorra la Vella (AND) - Lleida | 254,0 | Elio Bertocchi (ITA)     | Emilio Rodríguez (ESP)       |
| 6e    | 2 septembre | Lleida - Tortosa                | 218,5 | José Serra Gil (ESP)     | Emilio Rodríguez (ESP)       |
| 7e    | 3 septembre | Tortosa - Reus                  | 117,0 | Miguel Poblet (ESP)      | Emilio Rodríguez (ESP)       |
| 8e    | 4 septembre | Reus - Manresa                  | 206,0 | Miguel Poblet (ESP)      | Emilio Rodríguez (ESP)       |
| 9e    | 5 septembre | Manresa - Barcelone             | 128,5 | Dalmacio Langarica (ESP) | Emilio Rodríguez (ESP)       |

### Étape 1 Barcelone - Barcelone. 46,0 km
|   | Cycliste      | Équipe  | Temps           |
| - | ------------- | ------- | --------------- |
| 1 | Paul Neri     | Chirri  | 1 h 14 min 28 s |
| 2 | Joaquim Filba | Galindo | + 5 s           |
| 3 | Miguel Poblet | Galindo | + 29 s          |

|   | Cycliste      | Équipe  | Temps           |
| - | ------------- | ------- | --------------- |
| 1 | Joaquim Filba | Galindo | 1 h 14 min 13 s |
| 2 | Paul Neri     | Chirri  | + 15 s          |
| 3 | Miguel Poblet | Galindo | + 44 s          |

### Étape 2. Badalone - Figueres. 131,5 km
|   | Cycliste          | Équipe             | Temps           |
| - | ----------------- | ------------------ | --------------- |
| 1 | Miguel Gual       | Veloç Sport Balear | 3 h 24 min 08 s |
| 2 | Ignacio Orbaiceta | UE Sants           | + 2 min 42 s    |
| 3 | Miguel Poblet     | Galindo            | + 2 min 43 s    |

|   | Cycliste          | Équipe             | Temps           |
| - | ----------------- | ------------------ | --------------- |
| 1 | Miguel Gual       | Veloç Sport Balear | 4 h 39 min 05 s |
| 2 | Ignacio Orbaiceta | UE Sants           | + 2 min 42 s    |
| 3 | Miguel Poblet     | Galindo            | + 2 min 43 s    |

### Étape 3. Figueres - Vic. 160,0 km
|   | Cycliste       | Équipe          | Temps           |
| - | -------------- | --------------- | --------------- |
| 1 | Gabriel Saura  | C.C. Barcelonès | 5 h 44 min 58 s |
| 2 | Miguel Poblet  | Galindo         | + 3 min 16 s    |
| 3 | Sergio Maggini | Chirri          | m.t.            |

|   | Cycliste           | Équipe   | Temps            |
| - | ------------------ | -------- | ---------------- |
| 1 | Ignacio Orbaiceta  | UE Sants | 10 h 30 min 01 s |
| 2 | Miguel Poblet      | Galindo  | + 1 s            |
| 3 | Dalmacio Langarica | Galindo  | + 1 min 13 s     |

### Étape 4. Vic - Andorra la Vella. 168,0 km
|   | Cycliste         | Équipe             | Temps           |
| - | ---------------- | ------------------ | --------------- |
| 1 | Emilio Rodríguez | UE Sants           | 5 h 35 min 37 s |
| 2 | Bernardo Ruiz    | UE Sants           | + 1 min 20 s    |
| 3 | Bernardo Capó    | Veloç Sport Balear | + 1 min 29 s    |

|   | Cycliste         | Équipe             | Temps            |
| - | ---------------- | ------------------ | ---------------- |
| 1 | Emilio Rodríguez | UE Sants           | 16 h 08 min 51 s |
| 2 | Bernardo Capó    | Veloç Sport Balear | + 4 min 10 s     |
| 3 | Giulio Bresci    | Chirri             | + 17 min 29 s    |

### Étape 5. Andorra la Vella - Lleida. 254,0 km
|   | Cycliste       | Équipe             | Temps           |
| - | -------------- | ------------------ | --------------- |
| 1 | Elio Bertocchi | Ciclos Cataluña    | 8 h 03 min 20 s |
| 2 | Bernardo Capó  | Veloç Sport Balear | + 2 min 30 s    |
| 3 | Giulio Bresci  | Chirri             | + 2 min 32 s    |

|   | Cycliste         | Équipe   | Temps            |
| - | ---------------- | -------- | ---------------- |
| 1 | Emilio Rodríguez | UE Sants | 24 h 14 min 41 s |
| 2 | Giulio Bresci    | Chirri   | + 7 min 38 s     |
| 3 | Ezio Cecchi      | Chirri   | + 8 min 44 s     |

### Étape 6. Lleida - Tortosa. 218,5 km
|   | Cycliste          | Équipe          | Temps           |
| - | ----------------- | --------------- | --------------- |
| 1 | José Serra Gil    | UE Sants        | 7 h 39 min 25 s |
| 2 | Quirino Toccaceli | Ciclos Cataluña | + 35 s          |
| 3 | Giulio Bresci     | Chirri          | m.t.            |

|   | Cycliste         | Équipe   | Temps            |
| - | ---------------- | -------- | ---------------- |
| 1 | Emilio Rodríguez | UE Sants | 31 h 54 min 41 s |
| 2 | Giulio Bresci    | Chirri   | + 7 min 38 s     |
| 3 | Ezio Cecchi      | Chirri   | + 8 min 44 s     |

### Étape 7. Tortosa - Reus. 117,0 km
|   | Cycliste          | Équipe          | Temps           |
| - | ----------------- | --------------- | --------------- |
| 1 | Miguel Poblet     | Galindo         | 4 h 20 min 04 s |
| 2 | Quirino Toccaceli | Ciclos Cataluña | m.t.            |
| 3 | Joaquim Olmos     | Galindo         | m.t.            |

|   | Cycliste         | Équipe   | Temps            |
| - | ---------------- | -------- | ---------------- |
| 1 | Emilio Rodríguez | UE Sants | 36 h 14 min 21 s |
| 2 | Giulio Bresci    | Chirri   | + 7 min 31 s     |
| 3 | Ezio Cecchi      | Chirri   | + 8 min 37 s     |

### Étape 8. Reus - Manresa. 206,0 km
|   | Cycliste          | Équipe          | Temps           |
| - | ----------------- | --------------- | --------------- |
| 1 | Miguel Poblet     | Galindo         | 6 h 27 min 28 s |
| 2 | Quirino Toccaceli | Ciclos Cataluña | m.t.            |
| 3 | José Vidal Porcar | C.C. Barcelone  | + 2 s           |

|   | Cycliste         | Équipe   | Temps            |
| - | ---------------- | -------- | ---------------- |
| 1 | Emilio Rodríguez | UE Sants | 42 h 42 min 57 s |
| 2 | Giulio Bresci    | Chirri   | + 7 min 31 s     |
| 3 | Ezio Cecchi      | Chirri   | + 8 min 37 s     |

### Étape 9. Tarragone - Barcelone. 148,0 km
|   | Cycliste           | Équipe          | Temps           |
| - | ------------------ | --------------- | --------------- |
| 1 | Dalmacio Langarica | Galindo         | 3 h 39 min 09 s |
| 2 | Miguel Poblet      | Galindo         | + 1 min 15 s    |
| 3 | Quirino Toccaceli  | Ciclos Cataluña | m.t.            |

|   | Cycliste         | Équipe   | Temps            |
| - | ---------------- | -------- | ---------------- |
| 1 | Emilio Rodríguez | UE Sants | 46 h 23 min 21 s |
| 2 | Giulio Bresci    | Chirri   | + 7 min 31 s     |
| 3 | Ezio Cecchi      | Chirri   | + 8 min 37 s     |

## Classement final
| Pos. | Cycliste                 | Équipe          | Temps             |
| ---- | ------------------------ | --------------- | ----------------- |
| 1    | Emilio Rodríguez (ESP)   | UE Sants        | 46 h 23 min 21 s  |
| 2    | Giulio Bresci (ITA)      | Chirri          | + 7 min 31 s      |
| 3    | Ezio Cecchi (ITA)        | Chirri          | + 8 min 37 s      |
| 4    | Quirino Toccacelli (ITA) | Ciclos Cataluña | + 24 min 32 s     |
| 5    | Gabriel Saura (ESP)      | Ciclos Cataluña | + 28 min 31 s     |
| 6    | José Serra Gil (ESP)     | UE Sants        | + 29 min 33 s     |
| 7    | Miguel Poblet (ESP)      | Galindo         | + 35 min 24 s     |
| 8    | José Pérez Llacer (ESP)  | UE Sants        | + 51 min 00 s     |
| 9    | Elio Bertocchi (ITA)     | Ciclos Cataluña | + 55 min 36 s     |
| 10   | Joaquim Olmos (ESP)      | Galindo         | + 1 h 01 min 49 s |

## Classements annexes
| Pos. | Cycliste       | Équipe          | Points |
| ---- | -------------- | --------------- | ------ |
| 1    | José Serra Gil | UE Sants        | 22     |
| 2    | Giulio Bresci  | Chirri          | 14     |
| 3    | Elio Bertocchi | Ciclos Cataluña | 13     |
| 3    | Bernardo Ruiz  | UE Sants        | 13     |

| Pos. | Équipe          | Temps             |
| ---- | --------------- | ----------------- |
| 1    | UE Sants        | 142 h 54 min 01 s |
| 2    | C.C. Barcelone  | + 14 min 23 s     |
| 3    | C.C. Barcelonès | + 14 min 45 s     |